# Ferganocefal
Ferganocefal (Ferganocephale adenticulatum) – roślinożerny dinozaur z rodziny pachycefalozaurów (Pachycephalosauridae)
Żył w okresie jury (ok. 162 mln lat temu) na terenach Azji. Długość ciała ok. 2 m, wysokość ok. 70 cm, masa ok. 50 kg. Jego szczątki znaleziono w Kirgistanie.